# Campionati europei di ciclismo su strada 2023 - Cronometro maschile Under-23
La cronometro maschile Under-23 dei Campionati europei di ciclismo su strada 2023, ventisettesima edizione della prova, si è disputata il 20 settembre 2023 su un percorso di 19,8 km, con partenza e arrivo a Emmen, nei Paesi Bassi. La medaglia d'oro è stata vinta dal belga Alec Segaert, il quale ha completato il percorso con il tempo di 22'02" alla media di 53,89 km/h, precedendo i danesi Carl-Frederik Bévort e Gustav Wang.
Al traguardo tutti e 38 i ciclisti partiti hanno portato a termine la competizione.

## Ordine d'arrivo (Top 10)
| Pos. | Corridore            | Squadra     | Tempo   |
| ---- | -------------------- | ----------- | ------- |
| 1    | Alec Segaert         | Belgio      | 22'02"  |
| 2    | Carl-Frederik Bévort | Danimarca   | a 38"   |
| 3    | Gustav Wang          | Danimarca   | a 52"   |
| 4    | Iván Romeo           | Spagna      | a 56"   |
| 5    | Aivaras Mikutis      | Lituania    | a 57"   |
| 6    | Raúl García Pierna   | Spagna      | a 58"   |
| 7    | Kacper Gieryk        | Polonia     | a 1'02" |
| 8    | Axel van der Tuuk    | Paesi Bassi | a 1'07" |
| 9    | Eddy Le Huitouze     | Francia     | a 1'08" |
| 10   | Jakob Söderqvist     | Svezia      | a 1'09" |